# مجموعة 1 في تصفيات بطولة يويفا تحت 21 سنة الأوروبية لكرة القدم 2013
الفرق المتنافسة في المجموعة 1 من مسابقة تصفيات بطولة يويفا تحت 21 سنة الأوروبية لكرة القدم 2013 هما بيلاروسيا، البوسنة والهرسك، قبرص، ألمانيا، اليونان وسان مارينو.

## الترتيب
| فريق            | نقاط | فرق | عليه | له | خ | ت | ف | لعب |
| --------------- | ---- | --- | ---- | -- | - | - | - | --- |
| ألمانيا         | 3    | 3+  | 1    | 4  | 0 | 0 | 1 | 1   |
| البوسنة والهرسك | 3    | 3+  | 0    | 3  | 0 | 0 | 1 | 1   |
| بيلاروس         | 3    | 1+  | 2    | 3  | 0 | 0 | 1 | 1   |
| قبرص            | 3    | 3+  | 4    | 7  | 1 | 0 | 1 | 2   |
| اليونان         | 0    | 1−  | 3    | 2  | 1 | 0 | 0 | 1   |
| سان مارينو      | 0    | 9−  | 9    | 0  | 2 | 0 | 0 | 2   |

## النتائج
| قبرص                                                                     | 0 – 6 | سان مارينو |
| ------------------------------------------------------------------------ | ----- | ---------- |
| ديموسثينوس 6' · ديميتريو 28' · ميخائيل 53'، 76'، 85' (ركل.) · سييليس 70' | تقرير |            |

| سان مارينو | 3 – 0 | البوسنة والهرسك                   |
| ---------- | ----- | --------------------------------- |
|            | تقرير | بيلبيا 18' · ستيفانوفيتش 38'، 75' |

| ألمانيا                                   | 1 – 4 | قبرص        |
| ----------------------------------------- | ----- | ----------- |
| هولتبي 9'، 36' · ديدافي 66' · دراكسلر 75' | تقرير | ميتيديس 39' |

| اليونان                             | 3 – 2 | بيلاروس                                     |
| ----------------------------------- | ----- | ------------------------------------------- |
| بوتوريديس 38' (ركل.) · فورتونيس 87' | تقرير | كليبوسولوف 13'، 90+4' (ركل.) · باتوتسكي 18' |

| ألمانيا | ضد | سان مارينو |
| ------- | -- | ---------- |
|         |    |            |

| بيلاروس | ضد | البوسنة والهرسك |
| ------- | -- | --------------- |
|         |    |                 |

| قبرص | ضد | اليونان |
| ---- | -- | ------- |
|      |    |         |

| بيلاروس | ضد | ألمانيا |
| ------- | -- | ------- |
|         |    |         |